# Krzysztof Kulczycki
Krzysztof Kulczycki herbu Sas – skarbnik czernihowski w latach 1644–1674.
Poseł na sejm 1658 roku z sejmiku włodzimierskiego (województwa czernihowskiego). W 1674 roku był elektorem Jana III Sobieskiego z województwa czernihowskiego.